# 1482年
| 千纪： | 2千纪 |
| 世纪： | 14世纪 \| 15世纪 \| 16世纪                                                                                 |
| 年代： | 1450年代 \| 1460年代 \| 1470年代 \| 1480年代 \| 1490年代 \| 1500年代 \| 1510年代                           |
| 年份： | 1477年 \| 1478年 \| 1479年 \| 1480年 \| 1481年 \| 1482年 \| 1483年 \| 1484年 \| 1485年 \| 1486年 \| 1487年 |
| 纪年： | 壬寅年（虎年）；明成化十八年；越南洪德十三年；日本文明十四年                                               |

## 大事记
- 明憲宗下旨廢西廠。
- 勃艮第公爵大膽的查理之女勃艮第的瑪麗過世，其夫奧地利哈布斯堡王朝馬克西米利安一世成為低地國攝政，低地國自此從勃艮第王朝轉為哈布斯堡王朝，勃艮地公國的領土被奧地利與法蘭西王國根據《阿拉斯條約》瓜分而解體。
- 卡斯蒂利亞王國的伊莎貝拉一世和阿拉貢國王斐迪南二世開始圍攻格拉那達，直到1492年結束。
- 費拉拉公爵埃爾科萊一世·埃斯特卻著手掌控位於科馬基奧的鹽場，威脅到威尼斯人在半島上的商業利益，威尼斯共和國向費拉拉公國宣戰，费拉拉战争爆发(1482年－1484年8月7日)，或稱鹽的戰爭。
- 第奧古·德阿贊布雅在加納海岸建立堡壘和貿易站，第一座迦納城堡是聖喬治·達·米納堡，後變為聖喬治·德·埃爾米納堡（El Mina，意即“礦藏”）。
- 迪奥戈·康發現非洲第二大河剛果河的河口。
- 法國文學家維克多·雨果所著《巴黎聖母院》將故事背景設在這一年。

## 逝世
- 8月29日——废妃尹氏，朝鲜成宗的继妃，燕山君的生母